# Nasze Akwarium
Nasze Akwarium – polski miesięcznik poświęcony akwarystyce oraz w mniejszym stopniu terrarium. Ukazywało się od 1999 roku. W 2010 roku wydany został numer 124, a czasopismo zostało zawieszone.